# Ateuchus luciae
Ateuchus luciae là một loài bọ cánh cứng trong họ Bọ hung (Scarabaeidae).